# آن اند آملیا (کشتی ۱۸۱۶)
آن اند آملیا (کشتی ۱۸۱۶) (به انگلیسی: Ann and Amelia (1816 ship)) یک کشتی انگلیسی بود. این کشتی در سال ۱۸۱۶ ساخته شد. آن و آملیا در سال 1816 در چیتاگنگ به آب‌اندازی شدند. این کشتی در آگوست 1823 در کلکته به «معامله‌گری آزاد» فروخته شد.  در سال 1825 آن و آملیا محکومان را از انگلیس به بندر جکسون، نیو ساوت ولز، منتقل کرد. سپس سه سفر برای EIC تهیه کرد و در سال 1835 با پایان یافتن سفر سوم خود ، در سواحل فرانسه در گیل گم شد.